# Протекторат Богемии и Моравии
Протекторат Богемии и Моравии (нем. Protektorat Böhmen und Mähren; чеш. Protektorát Čechy a Morava) — протекторат Германии, созданный 16 марта 1939 года, после германской оккупации Чехословакии 15 марта 1939 года. Ранее, после подписания Мюнхенского соглашения в сентябре 1938 года, нацистская Германия включила Судетскую территорию в качестве нового рейхсгау (октябрь 1938 года).
Население протектората было в большинстве этническими чехами и немцами. После создания независимой Словацкой Республики 14 марта 1939 года и немецкой оккупации остатков Чехословакии на следующий день Адольф Гитлер 16 марта 1939 года провозгласил в Пражском Граде установление протектората под историческим названием земель Богемия и Моравия.
Немецкое правительство оправдало своё вмешательство утверждением, что Чехословакия погружается в хаос, поскольку страна распадается по этническим признакам, и что немецкие военные стремятся восстановить порядок в регионе. Правительство Второй республики вместе с новым президентом Эмилем Гахой находились под давлением со стороны Германии, Венгрии и внутренней оппозиции в лице сепаратистки настроенных политиков. Встретившись с немецким фюрером 15 марта 1939, Гаха опубликовал заявление, в котором заявил, что в свете событий он согласен с тем, что Германия решит судьбу чешского народа; Гитлер принял заявление Гахи и заявил, что Германия предоставит чешскому народу автономный протекторат, управляемый этническими чехами. Гаха был назначен президентом протектората в тот же день.
Протекторат был формально автономной территорией, которую немецкое правительство считало частью Великогерманского Рейха. Автономия могла реализовать свои права только в соответствии с политическими, военными и экономическими потребностями Германии. Автономия осталась лишь на бумаге, Германия её ограничивала, а в некоторых областях полностью устраняла. Существование государства закончилось после капитуляции Германии перед войсками антигитлеровской коалиции в 1945 году.

## История

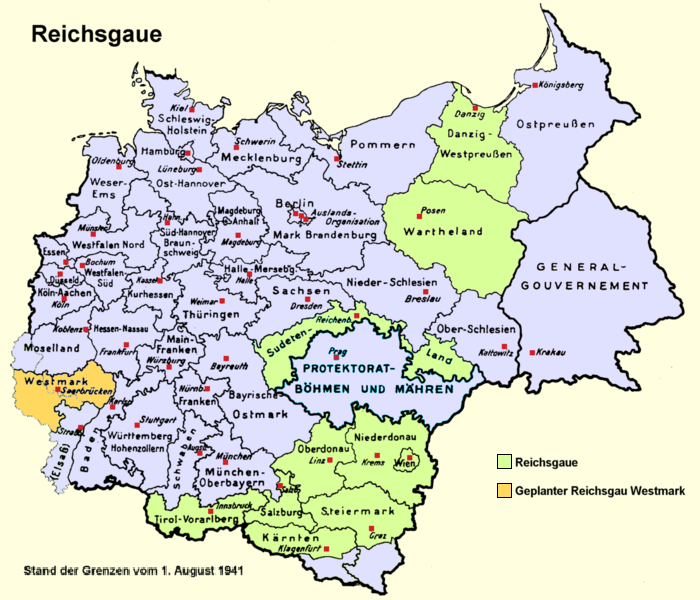
Протекторат Богемии и Моравии (1939—1945) в составе Третьего рейха

10 октября 1938 года по Мюнхенскому соглашению Судетская область Чехословакии, населённая в основном этническими немцами, была аннексирована нацистской Германией.
Через пять месяцев после этого Словакия провозгласила независимость, Гитлер вызвал чехословацкого президента Эмиля Гаху в Берлин и предложил ему принять немецкую оккупацию Чехии.
15 марта 1939 года личным указом Гитлера Богемия и Моравия были объявлены протекторатом Германии. Главой исполнительной власти протектората был назначаемый фюрером рейхспротектор (нем. Reichsprotektor). Первым рейхспротектором 21 марта 1939 года был назначен Константин фон Нейрат. Существовали также формальный пост президента протектората, который всё время его существования занимал Эмиль Гаха, и пост председателя правительства, на котором сменилось несколько политиков. Личный состав отделов, аналогичных министерствам, был укомплектован должностными лицами из Германии. Евреи были уволены с государственных должностей и лишены всех прав. Политические партии были запрещены, многие лидеры Коммунистической партии Чехословакии покинули родину и оказались в СССР.
Население протектората было мобилизовано в качестве рабочей силы, которая должна была работать на победу Германии. Для управления промышленностью были организованы специальные управления. Чехи были обязаны работать на угольных шахтах, в металлургии и на производстве вооружений; часть молодёжи была отправлена в Германию. Производство товаров народного потребления было уменьшено и в значительной мере направлено на снабжение немецких вооружённых сил. Снабжение населения протектората было подвергнуто строгому нормированию.

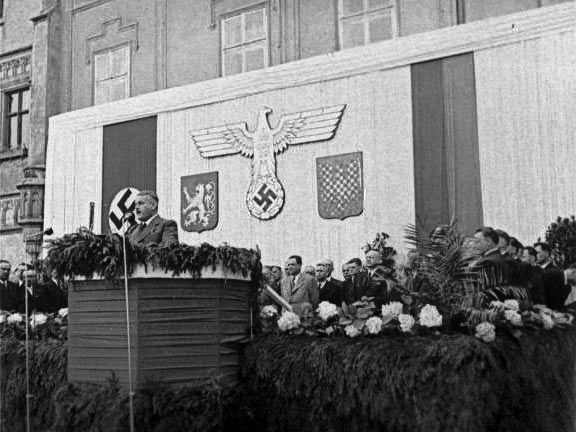
Министр юстиции протектората Богемии и Моравии Ярослав Крейчи произносит речь в городе Табор, 1942 год

В первые месяцы оккупации немецкое правление было умеренным. Действия гестапо были направлены преимущественно против чешских политиков и интеллигенции. Однако 28 октября 1939 года в годовщину провозглашения независимости Чехословакии чехи выступили против оккупации. Похороны 15 ноября 1939 года студента-медика Яна Оплетала, раненного в октябре, вызвали студенческие демонстрации, за которыми последовала реакция Рейха. Начались массовые аресты политиков, также были арестованы 1800 студентов и преподавателей. 17 ноября все университеты и колледжи в протекторате были закрыты, девять студенческих лидеров казнены, сотни людей были отправлены в концлагеря.
Осенью 1941 года Германия предприняла ряд радикальных шагов в протекторате. Заместителем рейхпротектора Богемии и Моравии был назначен начальник Главного управления имперской безопасности Рейнхард Гейдрих. Премьер-министр Алоис Элиаш был арестован, а затем расстрелян, чешское правительство реорганизовано, все чешские культурные учреждения были закрыты. Гестапо начало аресты и смертные казни. Была организована высылка евреев в концлагеря, в городке Терезин было организовано гетто. 4 июня 1942 года Гейдрих умер, будучи раненным во время операции «Антропоид». Его преемник, генерал-полковник Курт Далюге, начал массовые аресты и смертные казни. Были разрушены посёлки Лидице и Лежаки. В 1943 году около 350000 чешских рабочих были депортированы в Германию. В пределах протектората вся невоенная промышленность была запрещена.
В начале 1945 года война постепенно приближалась к концу, но Адольф Гитлер хотел бороться до самого конца. Люди стали привлекаться к рытью окопов и строительству препятствий против наступающей Красной армии. Боевые действия происходили уже непосредственно на территории протектората.

## Административно-территориальное деление

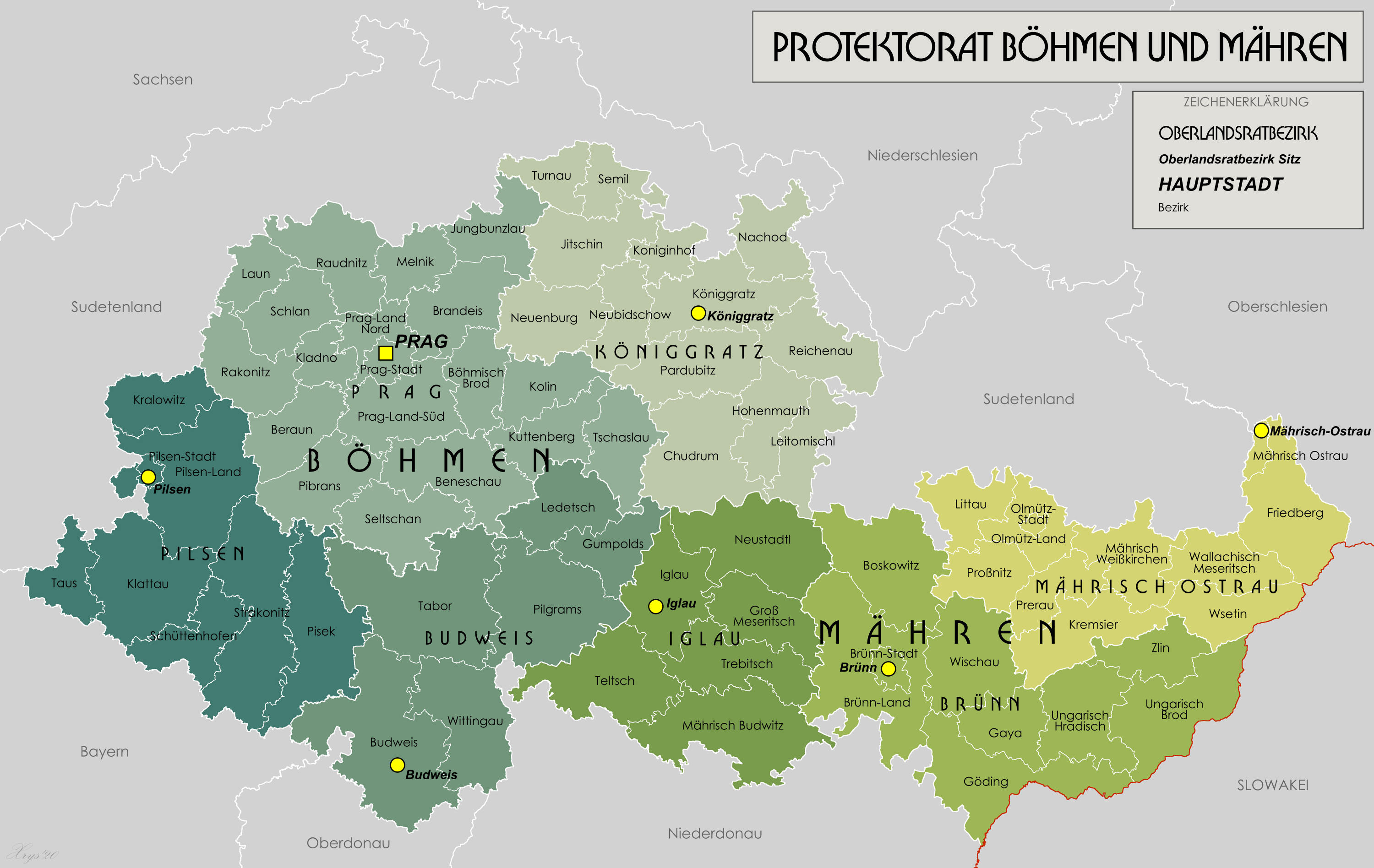
Протекторат Богемии и Моравии

Протекторат Богемии и Моравии был разделён на две земли: Богемию и Моравию. Они в свою очередь делились на области (нем. Oberlandratsbezirke), а области на районы (Bezirke).
| Богемия      | |
| Будвайс      | Будвайс, Виттингау, Гумпольдс, Ледец, Пилграмс, Табор |
| Кёниггрец    | Гогенмаут, Йичин, Кёниггрец, Кёнигингоф, Литомышль, Наход, Ной-Бидшов, Нойэнбург, Пардубиц, Райхенау, Семиль, Хрудим                                                         |
| Пилзен       | Клаттау, Краловиц, Пилзен-Ланд, Пилзен-Штадт, Писек, Стракониц, Тауз, Шуттенгофен                                                                                            |
| Прага        | Бенешау, Бераун, Бёмиш-Брод, Брандайс, Зельчан, Кладно, Колин, Лаун, Мельник, Пибранс, Праг-Ланд-Норд, Праг-Ланд-Зюд, Праг-Штадт, Ракониц, Раудниц, Шлан, Часлау, Юнгбунцлау |
| Моравия      | |
| Брюнн        | Босковиц, Брюнн-Ланд, Брюнн-Штадт, Вишау, Гайя, Гёдинг, Унгариш-Брод, Унгариш-Градиш, Цлин                                                                                   |
| Иглау        | Гросс-Мезерич, Иглау, Мериш-Будвиц, Нойштадтль, Требиц |
| Мериш-Острау | Валлашиш-Мезерич, Всетин, Кремзир, Литтау, Мериш-Вайсскирхен, Мериш-Острау, Ольмюц-Ланд, Ольмюц-Штадт, Прерау, Проссниц, Фрайдберг                                           |

## Вооруженные силы
Правительственные войска (чеш. Vládní vojsko, нем. Regierungstruppen) — вооружённые силы протектората Богемии и Моравии во время германской оккупации Чехословакии.
Созданные 25 июля 1939 года, легко вооружённые подразделения численностью менее 7.000 человек предназначались для обеспечения внутренней безопасности на протяжении большей части своего существования, за исключением короткого периода, когда эти силы были развернуты в Северной Италии для поддержки немецких войск весной 1944 года. После окончания Второй Мировой войны генерал-инспектор правительственных войск Ярослав Эмингер был предан суду за сотрудничество с Германией и оправдан.

## Администрация

### Германские оккупационные власти
- Йоханнес Бласковиц: 15 марта 1939 — 21 марта 1939 — командующий 3-й армией, введённой в Богемию при оккупации Чехословакии.

Рейхспротекторы:
- Константин фон Нейрат: 21 марта 1939 — 24 августа 1943 (с 27 сентября 1941 — в бессрочном отпуске),
- Рейнхард Гейдрих: 27 сентября 1941 — 4 июня 1942 (исполняющий обязанности рейхспротектора),
- Курт Далюге: 5 июня 1942 — 24 августа 1943 (исполняющий обязанности рейхспротектора),
- Вильгельм Фрик: 24 августа 1943 — 4 мая 1945.

### Местные
- Гаха, Эмиль — президент (1939—1945)

Премьер-министры:
- Элиаш, Алоис 1939—1942)
- Крейчи, Ярослав (1942—1945)
- Бинерт, Рихард (1945, также и. о. президента)

## Деньги и почтовые марки
В Протекторате Богемии и Моравии выпускались свои почтовые марки и деньги (бумажные купюры и разменные монеты).